# Lotta ve Výmaru
Lotta ve Výmaru (1939, Lotte in Weimar) je román německého spisovatele Thomase Manna, nositele Nobelovy ceny za literaturu za rok 1929, ve kterém autor postavil proti nacismu humanistické klasické dědictví Goethovo a připomenul světu, že vedle nenáviděného Německa existuje i Německo demokratických tradic a velké kultury s trvalou platností. Román zfilmoval roku 1974 německý režisér Egon Günther.

## Charakteristika
Rámec románu tvoří historicky doložená událost – Goethovo setkání s někdejší inspirátorkou Lotty z jeho románu Utrpení mladého Werthera Charlottou Kestnerovou (1753–1828) po 44 letech roku 1816 ve Výmaru. Na pozadí této události načrtává autor portrét jedné z největších postav německé literatury. Formou postupného odkrývání rysů představuje Goetha jako velkého, všestranně vzdělaného člověka s širokým obzorem, pravého titána ducha. Zajímavě zachycuje i dynamiku Goethova myšlení. V jeho monologu se spojují hloubavé myšlenky se vzpomínkami, filozofické úvahy se zamyšlením nad všedními potřebami.
Mezi mnoha problémy, jež Thomas Mann ve svém románu řeší, je také to, zda umělec má právo na jistou povýšenost, jež se projevuje vystupňovaným egoismem, a zda není tento egoismus průvodním znakem umělecké geniality. Autor rovněž mistrně zachytil další rys Goethovy osobnosti, rozpolcenost mezi básníkem, který ve své tvorbě odkrývá vlastní nitro, a mezi Jeho Excelencí výmarským ministrem a tajným radou, který dává v každodenním styku s dvořany najevo své společenské postavení.

## Česká vydání
- Lota ve Výmaru, Melantrich, Praha 1949, přeložil Pavel Eisner
- Lotta ve Výmaru, Odeon, Praha 1982, přeložila Anna Siebenscheinová

## Zajímavost
Během Norimberského procesu si jeden z obžalovaných představitelů nacismu, Rudolf Hess, krátil čas četbou této knihy a velmi se u toho bavil, jeho občasné výbuchy smíchu se rozléhaly soudní síní.